# 卡薩博瓦冰川
thumb|right
卡薩博瓦冰川是南極洲的冰川，位於葛拉漢地，長6公里、寬3.5公里，最終注入蘭徹斯特灣的奧爾良海峽，以保加利亞航空先驅命名。
63°56′20″S 59°54′30″W / 63.93889°S 59.90833°W

## 外部連結
- Kasabova Glacier. （页面存档备份，存于） SCAR Composite Gazetteer of Antarctica.